# Churchill Museum and Cabinet War Rooms
Il Churchill Museum and Cabinet War Rooms è un museo di Londra, in Gran Bretagna ed una delle cinque sedi dell'Imperial War Museum. 
Lo spazio espositivo è suddiviso in due parti: la prima è un percorso attraverso le stanze che si trovano sotto l'edificio del Ministero del Tesoro, dove si riuniva il gabinetto di guerra prima sotto la direzione di Chamberlain e poi di Winston Churchill. Questa prima parte, oltre alle stanze del potere, comprende anche alloggi, sale radio, uffici privati ed altri locali. La seconda parte del museo (il Churchill Museum) è un'esposizione dedicata alla vita privata e politica del primo ministro.